# Atlanta Hawks
Atlanta Hawks és una franquícia de l'NBA amb seu a Atlanta, Geòrgia. Participa en la Divisió Sud-est de la Conferència Est de l'NBA. L'equip va ser fundat el 1946 com Tri-Cities Blackhawks a la zona del riu Mississipi. Després de traslladar-se a Milwaukee, Wisconsin, el 1951, la franquícia va ser reanomenada com Milwaukee Hawks. Abans de la temporada 1955-56, els Hawks es van mudar a St. Louis, Missouri, passant a la ciutat tretze temporades i guanyant el campionat de 1958, l'únic en la història de la franquícia. Finalment, el 1968 es van moure a Atlanta, Geòrgia. Entre els títols, destaquen, a part del campionat de l'NBA, 4 títols de conferència i 14 de divisió. Els Hawks juguen els seus partits com a locals en el Philips Arena.

## Història de la franquícia
- Tri-Cities Blackhawks 1946-1951 (representant les ciutats de Moline, Rock Island i Davenport)
- Milwaukee Hawks 1951-1955
- St. Louis Hawks 1955-1968
- Atlanta Hawks 1968-avui

### Tri-Cities i Milwaukee (1949-1955)

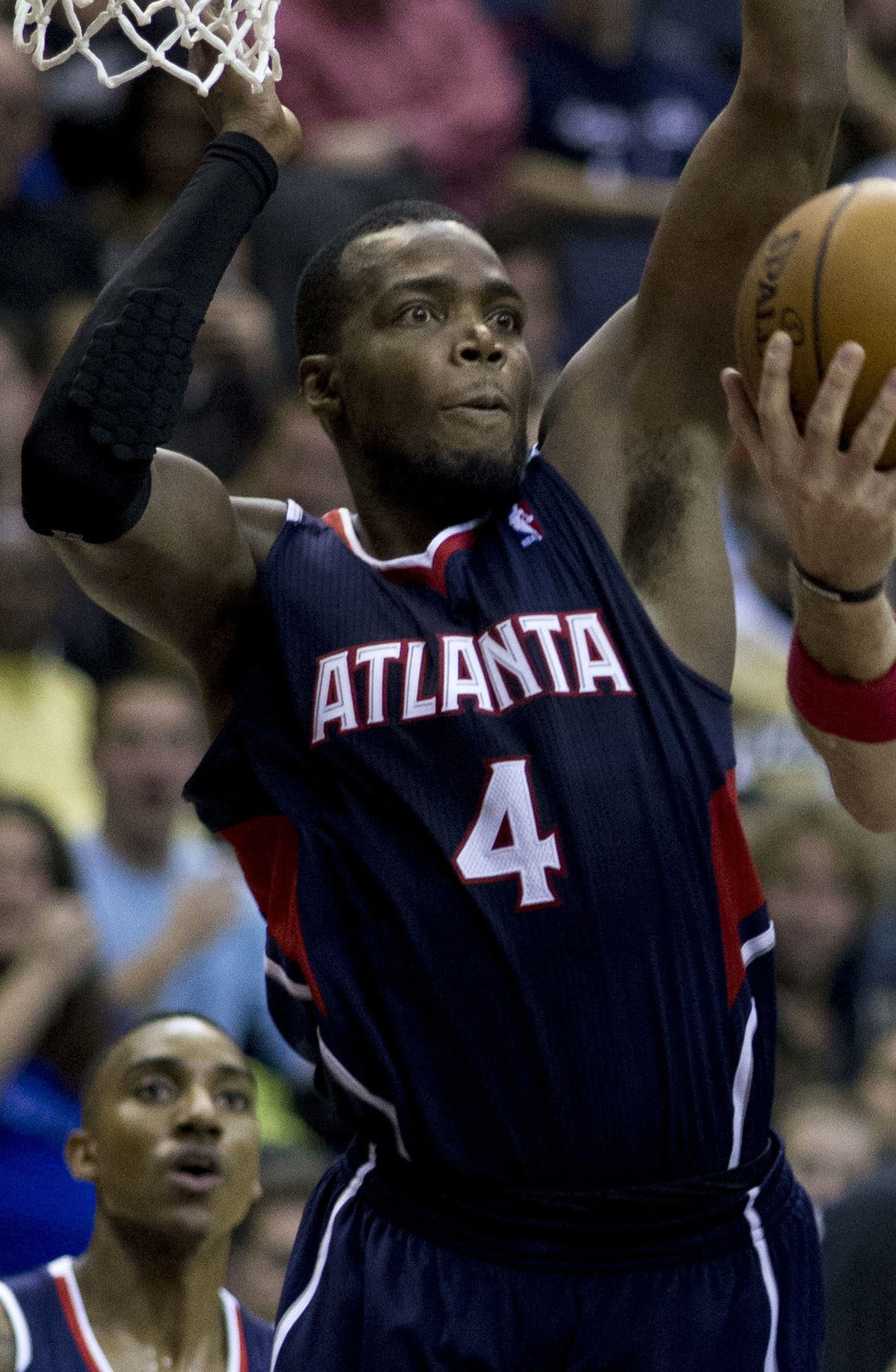
Paul Millsap, jugador dels Atlanta Hawks.

La franquícia es va formar el 1946 amb el nom de Tri-Cities Blackhawks (posteriorment nomenada com Tri-City native Black Hawk) dins de la National Basketball League; emplaçada en una àrea tripartida pertanyent a Moline i Rock Island, d'Illinois, i a Davenport, de Iowa (l'actual Quad Cities). Els Black Hawks van ser nomenats així per la Guerra de Black Hawk, lliurada la major part a Illinois. Altres fonts afirmen que va començar en la temporada 1946-47 de l'NBL com Buffalo Bisons i que al cap de poc va ser traslladada a Tri-Cities. Després de la fusió de l'NBL i la BAA, que va donar origen a l'NBA actual, els Blackhawks van aconseguir la postemporada l'any inaugural de la flamant categoria, sota el comandament de Red Auerbach, que va substituir ja iniciada la temporada a Roger Potter, aconseguint 28 victòries i 29 derrotes. En els playoffs caurien en primera ronda davant Anderson Packers. No obstant això, la següent campanya, després d'escollir a Bob Cousy en el Draft i cometre l'error de cedir els seus drets a Chicago Stags (qui més tard passarien els drets de Cousy en un draft atípic als Boston Celtics després de la seva desaparició), no es van classificar als Playoffs.
El 1951 la franquícia es va traslladar a Milwaukee, Wisconsin, on els esperava un nou pavelló per 10.000 espectadors, el Milwaukee Arena, i va prendre el nom de "Hawks". En la seva primera temporada amb la nova denominació, només un dels seus jugadors va aparèixer entre els millors de la lliga, l'ala-pivot Mel Hutchins, que va empatar com a segon millor rebotador amb Larry Foust, de Fort Wayne Pistons. Van acabar últims de la lliga, amb un balanç de 17 victòries i 49 derrotes, però el públic no els va donar l'esquena, esperant la millora del joc del seu equip. Durant el Draft de 1953 van triar a Bob Pettit, un futur MVP de l'NBA, que va realitzar una espectacular temporada com a Rookie (novençà), amb una mitjana de 20,4 punts per partit, la quarta de tota la lliga, i sent triat Rookie de l'Any. Milwaukee va millorar una mica, però van tornar a acabar últims de la lliga, amb 26 victòries i 46 derrotes.

### L'era de St. Louis (1955-1968)
Els afeccionats esportius de la ciutat, veient un equip perdedor, van canviar les seves aficions pel beisbol, passant a recolzar massivament als Milwaukee Braves (un altre equip que curiosament acabaria jugant a Atlanta). L'any 1955 es van mudar novament, aquesta vegada a St. Louis, Missouri. Pettit va començar el seu camí cap a l'estrellat, liderant la lliga en anotació (25,7 punts per partit) i en rebots (16,2 per partit), guanyant sense discussió el seu primer premi al Millor Jugador de la Lliga. Intervinguda la temporada la plantilla es va reforçar amb l'ala-pivot Jack Coleman i amb el base Jack McMahon, tots dos adquirits als Rochester Royals.
En el Draft de 1956, els Hawks triaven en la segona posició. Abans que comencés, els Celtics van renunciar a la seva elecció en primera ronda apostant per Tom Heinsohn, de Holy Cross com elecció territorial. Aquest sistema permetia als equips poder reclamar a qualsevol jugador universitari sempre que hagués estudiat a l'àrea d'influència de l'equip. Però fins i tot després de l'elecció de Heinsohn, l'entrenador Red Auerbach anhelava aconseguir a Bill Russell, que havia complert el seu cicle universitari a la Universitat de San Francisco. Russell, amb la seva habilitat defensiva sense precedents, havia estat capaç de portar als Dons a dues temporades consecutives sense perdre cap partit. Els Rochester Royals, que triaven en primera posició, es van fer amb els serveis del jugador de Duquesne Sihugo Green, triant St. Louis a Russell. Però Auerbach no va perdre el temps per aconseguir al seu home, per la qual cosa va oferir a Ed Macauley i Cliff Facin. Era un bon tracte pels Hawks. Macauley era un jugador popular de la Universitat de Saint Louis, que havia obtingut en la última temporada una mitjana de 17,5 punts, mentre que Facin era un prometedor rookie que tornava de dos anys de servei militar.
Després d'haver ocupat les últimes places de la conferència Oest les quatre temporades prèvies, Saint Louis va pujar al segon lloc, empatant amb Minneapolis Lakers en nombre de victòries. Els Lakers van batre els Hawks en un playoff a un partit per dirimir qui es faria oficialment amb la segona plaça, i els dos equips es van tornar a trobar en la primera ronda dels playoffs de 1956, al millor de tres partits. En el primer els Hawks van guanyar per un sol punt, i van er escombrats en el segon per 58 punts de diferència. Però els Hawks van donar la sorpresa en el tercer, en tornar a imposar-se per un punt, passant així a les Finals de Divisió. S'hi van trobar a Fort Wayne Pistons a cinc partits. Hi van guanyar els dos primers, però van ser escombrats en els tres següents i els Pistons van arribar a les Finals, que van perdre davant Philadelphia Warriors.

#### Assidus a les Finals (1957-1961)
Malgrat les noves adquisicions, la temporada 1956-57 no va començar bé. Amb tan sols 14 victòries en els primers 33 partits, Red Holzman va ser acomiadat. Slater Martin va esdevenir jugador-entrenador el base. Però després de vuit partits va decidir dedicar-se únicament a jugar, i l'aler reserva Alex Hannum va ser nomenat entrenador. Liderats per Bob Pettit, que va acabar segon millor anotador de la lliga amb 24,7 punts per partit, malgrat haver jugat minvat després de trencar-se la nina al febrer, els Hawks van compartir el primer lloc de la Divisió Oest amb Minneapolis Lakers i Fort Wayne Pistons. De totes maneres, els resultats eren enganyosos, ja que si bé els tres equips van empatar amb 34 victòries i 48 derrotes, d'haver estat en la Conferència Est haguessin acabat en l'última posició, lloc que van ocupar els New York Knicks amb 36 victòries i el mateix nombre de derrotes.
Saint Louis va batre a Fort Wayne i els Lakers en un partit amb un tie break per resoldre el campió de divisió. Això els va fer sortir exempts en la primera ronda de playoffs. Ja en les finals de Divisió van tornar a creuar-se amb els Lakers, que van derrotar de forma contundent per 3-0, guanyant l'últim partit després de dues pròrrogues per 143-135. Es van plantar en la final contra pronòstic, on es van trobar amb els Boston Celtics, que eren els clars favorits. No obstant això, en el primer partit disputat al Boston Garden, els Hawks van donar la sorpresa en imposar-se 125-123 després de dues pròrrogues. Els Celtics empatarien la sèrie la nit següent. Van viatjar fins al Kiel Auditorium on de nou cada equip va guanyar una de les dues trobades disputades. Amb la sèrie empatada a 2, la sèrie va tornar a Boston, on el cinquè partit va ser clarament per als locals. Ja en el sisè, els Celtis van tenir l'ocasió de guanyar la final amb un tir sobre la botzina de Cliff Facin que va taponar Bob Pettit per deixar el marcador 96-94, forçant un setè i definitiu partit. Aquest partit, disputat el dissabte 13 d'abril, és considerat com un dels més memorables de la història de l'NBA. Es va arribar als últims instants del mateix molt igualats, i Pettit va anotar dos tirs lliures que van portar al partit a la seva primera pròrroga. Prèviament, amb 103-102 a favor dels Hawks i 38 segons per jugar, Jack Coleman va tenir a les seves mans la cistella que hagués suposat la victòria, però el que semblava una safata fàcil va ser taponada espectacularment per Bill Russell. S'hi va arribar als últims segons 2 a dalt per a Boston, però una cistella de Coleman va forçar un segon temps extra. En ell, Jim Loscutoff va anotar un tir lliure que posava als Celtics 2 a dalt amb escassos segons per jugar, fallant Bob Pettit el tir definitiu. Els Celtics van aconseguir el seu primer anell de campió.
A l'any següent els Hawks acabarien la lliga regular amb una diferència de 8 victòries, comandant la classificació de la Divisió Oest, sobre els seus més immediats seguidors, Cincinnati Royals. Amb Alex Hannum a la banqueta, després de retirar-se la temporada anterior, van completar una fase gairebé perfecta, amb Bob Pettit acabant tercer en la classificació de màxims anotadors, promediant 24,6 punts per partit, i segon en la de rebotadors, amb 17,4 per partit. Al costat de Pettit, van destacar també els alers Cliff Facin (19,9 ppp) i Ed Macauley (14,2 ppp). Arribats als playoffs, van acabar fàcilment amb els Detroit Pistons en les Finals de Divisió per un còmode 4-1, mentre que Boston Celtics feia el propi amb els Philadelphia Warriors. En les Finals de l'NBA els Hawks van prendre avantatge en el primer partit després de guanyar per dos punts, igualant Boston en el segon partit. Tot es va posar de cara en el tercer partit, després de sofrir Bill Russell una lesió en el genoll en el tercer partit, però Boston va reaccionar al quart partit, encara que no va poder fer res al cinquè partit, perdent per un atapeït 102-100. Les sèries es van traslladar de nou a St. Louis, on els Hawks es van fer finalment amb l'anell de campió guanyant per un únic punt, 110-109.
Malgrat el títol, el propietari de l'equip va optar per canviar d'entrenador, donant pas a Andy Phillip, que únicament va durar deu partits abans de posar en el seu lloc a Ed Macauley, que ja es trobava a la recta final de la seva carrera com a jugador. A més incorporaria al pivot Clyde Lovellette, que venia de fer una mitjana de més de 20 punts per partit en les seves tres anteriors temporades en els Lakers i els Royals. Slater Martin i Jack McMahon van continuar portant les regnes de l'equip des de la posició de base, mentre que Pettit guanyava el seu segon MVP de l'NBA després de liderar la lliga amb 29,2 punts per partit i aconseguir un nou rècord d'anotació, amb 2.105 punts totals.
La següent dècada seguirien entre els equips més reeixits, arribant i perdent contra els Celtics en les Finals de 1960 (amb Ed Macauley com a entrenador) i 1961 (amb el rookie Lenny Wilkens), en el setè i cinquè partit respectivament.

### Trasllat a Atlanta
En els anys següents, els Hawks es van convertir en forts aspirants, avançant cada any als playoffs i guanyant diversos títols de divisió. El 1968 els Hawks van ser venuts a Tom Cousins i al governador de Geòrgia Carl Sanders, i va traslladar la franquícia a Atlanta, Geòrgia. Mentre un nou pavelló era construït, els Hawks van jugar les seves quatre primeres temporades a l'Alexander Memorial Coliseum de la Universitat de Geòrgia Tech. El 1972 es va estrenar l'Omni Coliseum, pavelló per 16.500 espectadors on jugarien els Hawks i l'equip d'hoquei sobre gel Atlanta Flames.
Els Hawks estaven liderats pel talentós Pete Maravich i Lou Hudson, però els Hawks amb prou feines van aconseguir fets destacats, estant sumits en la mediocritat.

#### L'era de Dominique Wilkins (1982-1994)
Dominique Wilkins va ser adquirit pels Utah Jazz en el draft de l'NBA de 1982, però va ser traspassat als Hawks per John Drew i Freeman Williams, el qual és considerat un dels més desafortunats traspassos de la història de l'NBA, ja que Drew i Freeman només jugarien quatre temporades entre els dos a Utah.
Durant la temporada 1984-85 els Hawks van arribar a jugar 12 partits a Nova Orleans, Louisiana. Eren els anys on Dominique Wilkins va guanyar dues vegades el concurs de mats de l'NBA, desenvolupant una gran rivalitat amb Michael Jordan, jugador dels Chicago Bulls.
Liderats per Wilkins i amb mediàtics jugadors com Spud Webb, els Hawks es van convertir en un dels equips dominants en l'NBA. En la temporada 1986-87 van aconseguir el seu rècord de franquícia amb un 57-25, però mai van arribar a les Finals de l'NBA. Després de temporades sumits en la mediocritat, el 1993 van contractar a l'entrenador Lenny Wilkens, i el 1994 els Hawks van traspassar a Wilkins.

#### Etapa d'alts i baixos (1994-2005)
Durant les primeres temporades post-Wilkins els Hawks van arribar als playoffs en les temporades 1994-95 i 1995-96. Dirigits per Lenny Wilkens, els Hawks van fer bones temporades en la 1996-97 i la 1997-98, on van superar les 50 victòries, sobretot liderats pel pivot Dikembe Mutombo.
En la temporada 2000-01 els Hawks van traspassar a Mutombo als Philadelphia 76ers per Theo Ratliff, Toni Kukoč i Nazr Mohammed, coincidint amb l'explosió del jove Jason Terry. El 2001 els Hawks van adquirir com a tercer del draft al català Pau Gasol, el qual va ser traspassat a Memphis Grizzlies per Shareef Abdur-Rahim. El 2002 els Hawks van enviar a Kukoč a Milwaukee Bucks per l'All-Star Glenn Robinson, el qual lideraria a l'equip amb 20,8 punts per partit, però els Hawks van tornar a fracassar a intentar entrar als playoffs.
Al febrer de l'any 2004 els Hawks van adquirir a l'All-Star Rasheed Wallace, dels Portland Trail Blazers. Wallace només va arribar a disputar un sol partit, perquè l'endemà va ser traspassat a Detroit Pistons en un trade a tres bandes amb els Pistons i els Boston Celtics. En el draft d'aquest any, els Hawks van escollir Josh Smith com a catorzena opció, el que seria una de les peces claus de l'equip en els propers anys. Els Hawks finalment van acabar la temporada en un mediocre 28-54.
Durant la temporada 2004-05 els Hawks van aconseguir el pitjor rècord de l'NBA d'aquest any, i en el draft de l'any 2005 van escollir en la segona posició a Marvin Williams.

#### L'era de Jo-Jo (2005-2012)

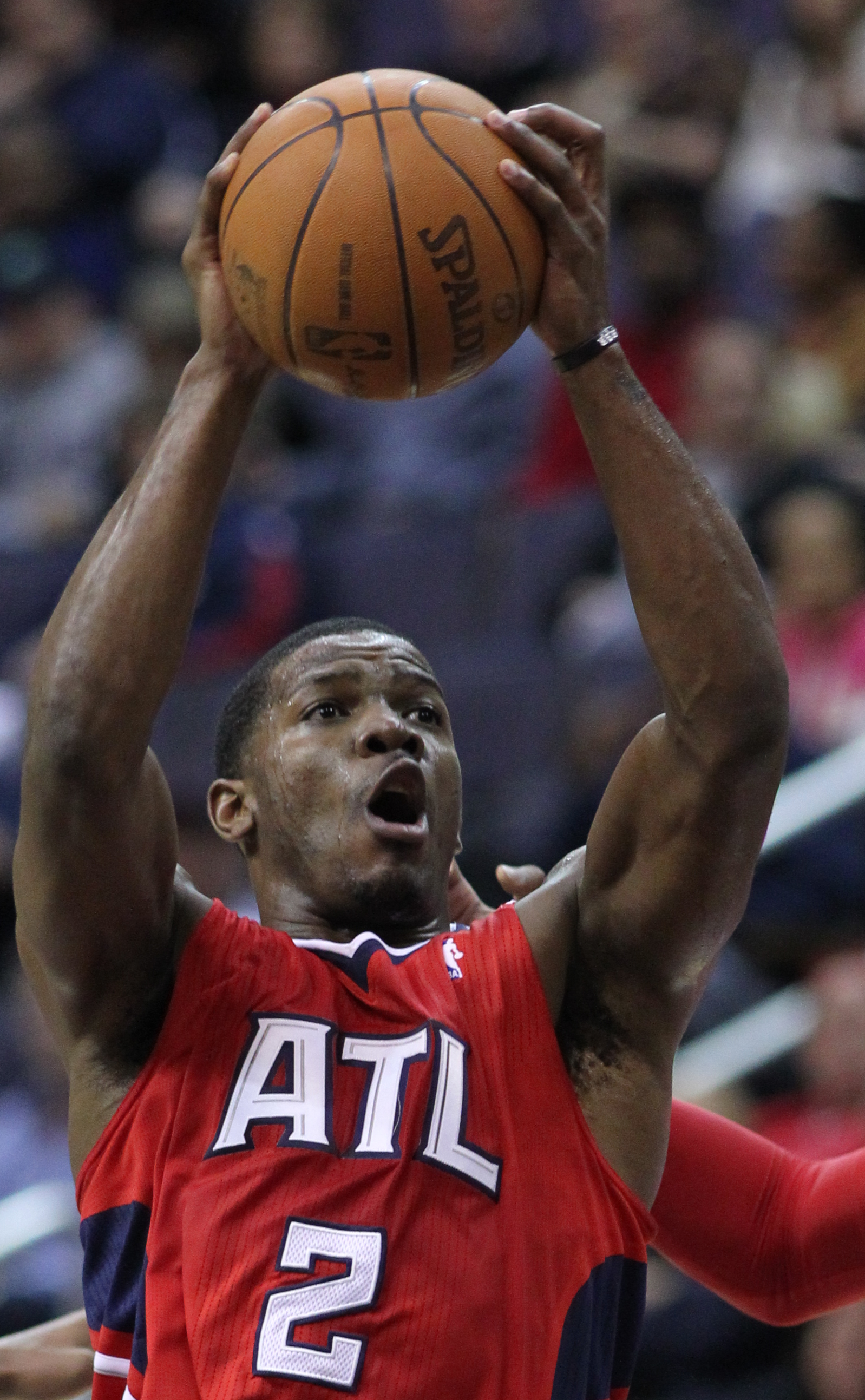
Joe Johnson, jugador franquícia dels Hawks fins al 2012.

A l'estiu de l'any 2005 els Hawks van adquirir a Joe Johnson de Phoenix Suns per Boris Diaw i una primera ronda de draft, així mateix van signar al georgià Zaza Pachulia. Al costat d'això, Al Horford es va destapar com un dels millors rookies de l'NBA .
Al febrer de l'any 2008 els Hawks van signar al base Mike Bibby, la qual cosa per fi feia despertar esperances que l'equip pogués fer alguna cosa destacable. Els Hawks es van classificar pels playoffs però van ser eliminats pels Boston Celtics, els fet i fet campions. La temporada 2008-09 va veure als Hawks arribar a les Semifinals de Conferència per primera vegada des de l'any 1999, sent eliminats en elles pels Cleveland Cavaliers. En la temporada 2009-10 els Hawks van millorar el seu rendiment i van veure com Horford i Jo-Jo anaven convocats a l'All-Star. En els playoffs van tornar a superar la primera ronda però van ser eliminats en semifinals per Orlando Magic. La temporada 2010-11 va suposar un pas enrere per a l'equip de les àguiles, amb 44 victòries, a més de la marxa de Mike Bibby als Washington Wizards per Kirk Hinrich. En els playoffs van superar la primera ronda contra els Magic però van perdre davant Chicago Bulls en les semifinals.
Després del lockout de l'any 2011, els Hawks van signar una gran quantitat d'agents lliures: Tracy McGrady, Jerry Stackhouse, Jason Collins, Vladimir Radmanović, Jannero Pagre i Willie Green. Els Hawks van acabar aquesta temporada tercers en la Conferència Est, però van ser eliminats en la primera ronda dels playoff pels Boston Celtics.

#### Arriba Danny Ferri (2012-)
Al juny de l'any 2012 els Hawks confirmen a Danny Ferri com el seu mànager general, i pocs dies després, el que va ser el jugador franquícia dels Hawks, Joe Johnson, va marxar als recent creats Brooklyn Nets a canvi de DeShawn Stevenson, Anthony Morrow, Johan Petro, Jordan Williams i Jordan Farmar, aquests dos últims tallats. Aquest mateix dia, Marvin Williams és traspassat a Utah Jazz a canvi de Devin Harris. Aquest estiu, també arribarien lliures Louis Williams, Anthony Tolliver i Kyle Korver. A mitjan temporada, els Hawks enviaven a Morrow a Dallas Mavericks per Dahntay Jones.
Els Hawks finalitzarien amb un rècord de 44-38 i sent eliminats en primera ronda de playoffs per Indiana Pacers. Per a maig de 2013 i ja en post-temporada, els Hawks confirmaven a Mike Budenholzer com a nou entrenador; Budenholzer havia estat entrenador assistent de Gregg Popovich a San Antonio Spurs.
En el draft de l'any 2013 els Hawks obtenien al base Dennis Schröder. A l'agost d'aquest any, Josh Smith marxava a Detroit Pistons, i amb l'espai salarial deixat, els Hawks signaven a Paul Millsap procedent de Utah Jazz, esperant que formés una poderosa parella interior al costat d'Al Horford. Malgrat una greu lesió de Horford al desembre, els Hawks van aconseguir classificar-se pels playoffs amb l'últim lloc en la Conferència Est amb un rècord negatiu de 38-44. En els playoffs serien vençuts de nou per Indiana Pacers després de forçar el setè partit.

## Pavellons
- Wharton Field House 1946-1951
- Milwaukee Arena 1951-1955
- Kiel Auditorium 1955-1968

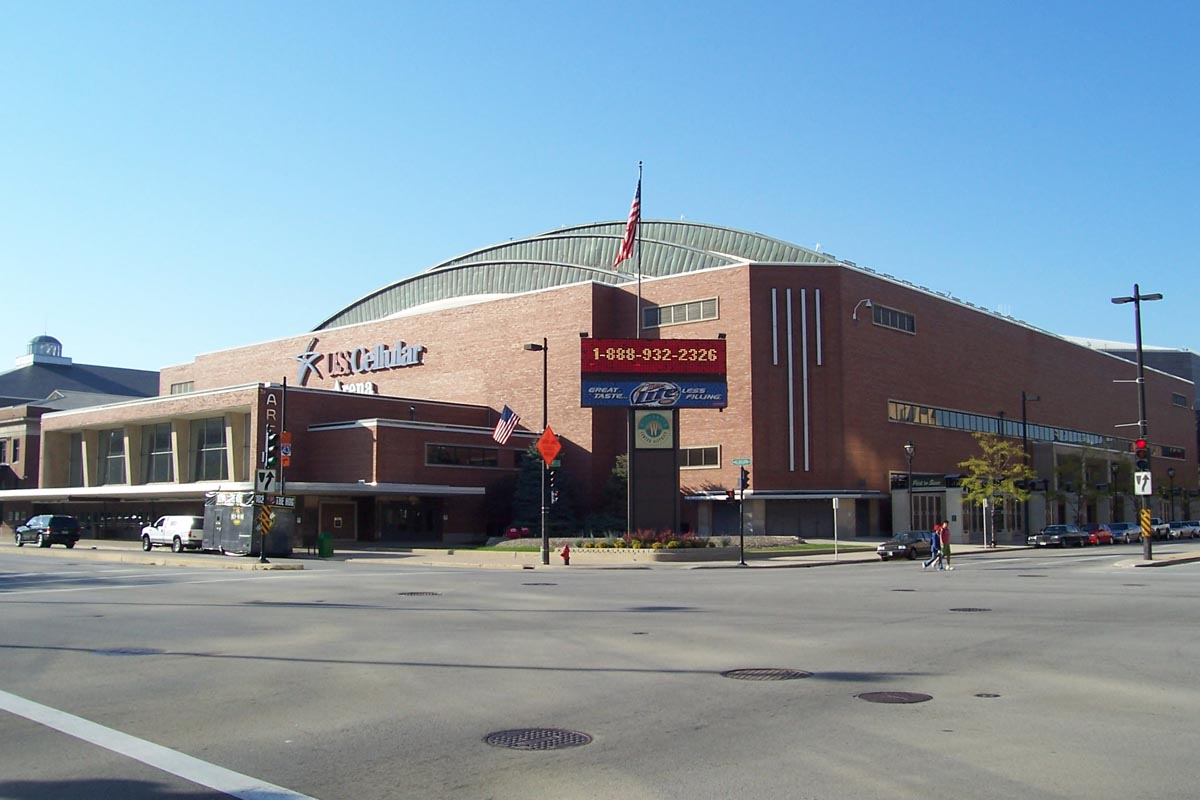
El Milwaukee Arena (avui, US Cellular Arena), seu dels Hawks entre 1951 i 1955.

- Alexander Memorial Coliseum 1968-1972 i 1997-1999
- Omni Coliseum 1972-1997
- Georgia Dome 1997-1999
- Philips Arena 1999-avui

## Jugadors

### Jugadors delBasketball Hall of Fame
- Walt Bellamy
- Cliff Hagan (St. Louis)
- Pete Maravich
- Bob Pettit (St. Louis)

### Números retirats
- 9 Bob Pettit
- 17 Ted Turner (antic propietari)
- 21 Dominique Wilkins
- 23 Lou Hudson
- 40 Jason Collier
- 55 Dikembe Mutombo[15]
- 59 Kasim Reed

### Per a recordar
- Stacey Augmon
- Zelmo Beaty
- Mookie Blaylock
- Bill Bridges
- Hubie Brown (entrenador)
- John Drew
- "Fast Eddie" Johnson
- Jon Koncak
- Christian Laettner
- Dikembe Mutombo
- Doc Rivers
- Spud Webb
- Kevin Willis